# Inflatorna epoha
U fizičkoj kosmologiji, inflatorna epoha je bila period u evoluciji ranog univerzuma kada je, prema teoriji inflacije, univerzum doživeo izuzetno brzo eksponencijalno širenje. Ova brza ekspanzija povećala je linearne dimenzije ranog univerzuma za faktor od najmanje 1026 (i verovatno mnogo veći faktor), i tako povećala njegovu zapreminu za faktor od najmanje 1078. Proširenje za faktor 1026 je ekvivalentno širenju objekta dužine 1 nanometar (10−9 m, oko polovine širine molekula DNK) u dužinu do oko 10,6 svetlosnih godina (oko 62 biliona milja).

## Detekcija putem polarizacije kosmičkog mikrotalasnog pozadinskog zračenja
Jedan pristup potvrđivanju inflatorne epohe je direktno merenje njenog uticaja na kosmičko mikrotalasno pozadinsko zračenje (CMB). CMB je veoma slabo polarizovano (do nivoa od nekoliko μK) u dva različita moda koji se nazivaju E-mod i B-mod (po analogiji sa E-poljem i B-poljem u elektrostatici). Polarizacija E-moda dolazi od običnog Tomsonovog rasejavanja, ali B-mod može biti kreiran pomoću dva mehanizma:
- od gravitacionog sočiva E-modova; ili
- od gravitacionih talasa koji proizilaze iz kosmičke inflacije.

Ako se polarizacija B-moda iz gravitacionih talasa može izmeriti, to bi pružilo direktne dokaze koji podržavaju kosmičku inflaciju i moglo bi eliminisati ili podržati različite modele inflacije na osnovu otkrivenog nivoa.
Dana 17. marta 2014, astrofizičari BICEP2 saradnje objavili su otkrivanje polarizacije B-moda pripisane gravitacionim talasima povezanim sa inflacijom, koji izgleda da podržavaju kosmološku inflaciju i Veliki prasak, međutim, 19. juna 2014. oni su umanjili nivo pouzdanosti da su merenja u B-moda zapravo bila od gravitacionih talasa, a ne od pozadinske buke od prašine.
Svemirska letelica Plank ima instrumente koji mere CMB zračenje do visokog stepena osetljivosti (57 nK). Nakon nalaza BICEP-a, naučnici iz oba projekta su radili zajedno na daljoj analizi podataka iz oba projekta. Ta analiza je sa visokim stepenom sigurnosti zaključila da se originalni BICEP signal može u potpunosti pripisati prašini u Mlečnom putu i stoga ne pruža dokaze na ovaj ili onaj način koji bi podržavali teoriju inflatorne epohe.

## Literatura
- Guth, Alan H. (1998). The Inflationary Universe: Quest for a New Theory of Cosmic Origins. Vintage. ISBN 978-0-09-995950-2.
- Greene, Brian (2005). The Fabric of the Cosmos: Space, Time and the Texture of Reality. Penguin Books Ltd. Bibcode:2004fcst.book.....G. ISBN 978-0-14-101111-0.

## Spoljašnje veze
- Inflation for Beginners by John Gribbin
- NASA Universe 101 What is the Inflation Theory?